# Nederlandse kampioenschappen schaatsen sprint 2015
De Nederlandse kampioenschappen schaatsen sprint 2015 (voor mannen en vrouwen) werden op 17 en 18 januari 2015 gehouden in Kardinge te Groningen.
Titelhouders waren de winnaars van het toernooi in Amsterdam van 2014, Michel Mulder en Margot Boer. Tijdens het toernooi in Groningen waren het enigszins verrassend Hein Otterspeer en Thijsje Oenema die allebei hun eerste nationale sprinttitel veroverden.
Tijdens deze NK sprint waren er ook diverse startbewijzen te verdienen voor de wereldbeker schaatsen 2014/2015, de wereldkampioenschappen schaatsen afstanden 2015 en de wereldkampioenschappen schaatsen sprint 2015. Voor de wereldkampioenschappen sprint plaatsten zich in principe de schaatsers op het podium, dus winnares Oenema, Laurine van Riessen en Margot Boer bij de vrouwen en winnaar Otterspeer, Michel Mulder en Pim Schipper bij de mannen; wel moet nog een derde startbewijs verdiend worden op de wereldbeker in Heerenveen. Voor de wereldkampioenschappen afstanden plaatsten zich in principe Oenema, Boer en Floor van den Brandt (500 meter vrouwen), Marrit Leenstra, Ireen Wüst en Van Riessen (1000 meter vrouwen), Otterspeer, Michel Mulder en Jesper Hospes (500 meter mannen) en Otterspeer, Kjeld Nuis en Stefan Groothuis (1000 meter mannen).
Na afloop van het toernooi werd voor vrouwen en voor mannen het Nederlands kampioenschap schaatsen massastart 2015 verreden.

## Programma
| Programma                                                                           | Programma |
| ----------------------------------------------------------------------------------- | --- |
| zaterdag 17 januari                                                                 | zondag 18 januari |
| 1e 500 meter vrouwen 1e 500 meter mannen 1e 1000 meter vrouwen 1e 1000 meter mannen | 2e 500 meter vrouwen 2e 500 meter mannen 2e 1000 meter vrouwen 2e 1000 meter mannen NK massastart vrouwen NK massastart mannen |

## Mannen

### Afstandmedailles
| Afstand  | 1e              | 2e                          | 3e              |
| -------- | --------------- | --------------------------- | --------------- |
| 1e 500m  | Hein Otterspeer | Michel Mulder               | Jesper Hospes   |
| 1e 1000m | Hein Otterspeer | Stefan Groothuis Kjeld Nuis |                 |
| 2e 500m  | Michel Mulder   | Jesper Hospes               | Hein Otterspeer |
| 2e 1000m | Hein Otterspeer | Kjeld Nuis                  | Koen Verweij    |

### Eindklassement
| #      | Schaatser             | 500m       | 1000m        | 500m       | 1000m        | Punten  |
| ------ | --------------------- | ---------- | ------------ | ---------- | ------------ | ------- |
| Goud   | Hein Otterspeer       | 35,53 (1)  | 1.10,24 (1)  | 35,66 (3)  | 1.10,14 (1)  | 141,380 |
| Zilver | Michel Mulder         | 35,56 (2)  | 1.11,03 (7)  | 35,38 (1)  | 1.10,86 (6)  | 141,885 |
| Brons  | Pim Schipper          | 35,85 (7)  | 1.10,76 (5)  | 35,84 (8)  | 1.10,63 (4)  | 142,385 |
| 4      | Kjeld Nuis            | 36,00 (9)  | 1.10,48 (2)  | 35,99 (10) | 1.10,58 (2)  | 142,520 |
| 5      | Stefan Groothuis      | 36,12 (11) | 1.10,48 (2)  | 36,22 (13) | 1.10,97 (8)  | 143,065 |
| 6      | Kai Verbij            | 35,90 (8)  | 1.11,59 (8)  | 36,03 (11) | 1.11,18 (9)  | 143,315 |
| 7      | Gerben Jorritsma      | 36,25 (13) | 1.11,84 (11) | 35,82 (6)  | 1.10,69 (5)  | 143,335 |
| 8      | Ronald Mulder         | 35,78 (5)  | 1.12,21 (13) | 35,72 (5)  | 1.11,55 (10) | 143,380 |
| 9      | Thomas Krol           | 36,34 (14) | 1.10,95 (6)  | 36,25 (14) | 1.10,94 (7)  | 143,535 |
| 10     | Koen Verweij          | 36,61 (16) | 1.10,62 (4)  | 36,76 (20) | 1.10,61 (3)  | 143,985 |
| 11     | Lennart Velema        | 36,22 (12) | 1.11,72 (9)  | 35,97 (9)  | 1.12,52 (16) | 144,310 |
| 12     | Aron Romeijn          | 36,00 (9)  | 1.12,39 (15) | 36,19 (12) | 1.12,45 (15) | 144,610 |
| 13     | Jesper Hospes         | 35,68 (3)  | 1.13,16 (17) | 35,61 (2)  | 1.13,88 (22) | 144,810 |
| 14     | Sjoerd de Vries       | 36,50 (15) | 1.11,96 (12) | 36,66 (18) | 1.11,57 (11) | 144,925 |
| 15     | Jan Smeekens          | 35,84 (6)  | 1.13,55 (21) | 35,67 (4)  | 1.13,61 (21) | 145,090 |
| 16     | Lucas van Alphen      | 36,91 (21) | 1.11,80 (10) | 36,54 (15) | 1.12,23 (12) | 145,465 |
| 17     | Paul-Yme Brunsmann    | 36,68 (18) | 1.12,37 (14) | 36,54 (15) | 1.12,34 (13) | 145,575 |
| 18     | Dai Dai Ntab          | 35,76 (4)  | 1.14,89 (24) | 35,82 (6)  | 1.13,21 (17) | 145,630 |
| 19     | Martijn van Oosten    | 36,75 (19) | 1.13,19 (18) | 36,64 (17) | 1.13,51 (20) | 146,740 |
| 20     | Lieuwe Mulder         | 36,86 (20) | 1.13,33 (20) | 36,74 (19) | 1.13,45 (19) | 146,990 |
| 21     | Maurice Vriend        | 37,30 (23) | 1.12,93 (16) | 37,14 (22) | 1.12,44 (14) | 147,125 |
| 22     | Arvin Wijsman         | 37,32 (24) | 1.13,31 (19) | 36,94 (21) | 1.13,31 (18) | 147,570 |
| 23     | Oscar van Leen        | 36,65 (17) | 1.14,62 (23) | 37,16 (23) | 1.14,93 (24) | 148,585 |
| 24     | Alexander van Hasselt | 37,14 (22) | 1.14,30 (22) | 37,21 (24) | 1.14,40 (23) | 148,700 |

## Vrouwen

### Afstandmedailles
| Afstand  | 1e              | 2e                   | 3e                  |
| -------- | --------------- | -------------------- | ------------------- |
| 1e 500m  | Thijsje Oenema  | Floor van den Brandt | Margot Boer         |
| 1e 1000m | Marrit Leenstra | Ireen Wüst           | Thijsje Oenema      |
| 2e 500m  | Thijsje Oenema  | Margot Boer          | Laurine van Riessen |
| 2e 1000m | Marrit Leenstra | Laurine van Riessen  | Margot Boer         |

### Eindklassement
| #      | Schaatser              | 500m       | 1000m        | 500m       | 1000m        | Punten  |
| ------ | ---------------------- | ---------- | ------------ | ---------- | ------------ | ------- |
| Goud   | Thijsje Oenema         | 38,78 (1)  | 1.18,40 (3)  | 38,78 (1)  | 1.18,88 (6)  | 156,200 |
| Zilver | Laurine van Riessen    | 39,43 (5)  | 1.18,51 (4)  | 39,14 (3)  | 1.18,08 (2)  | 156,865 |
| Brons  | Margot Boer            | 39,15 (3)  | 1.18,68 (5)  | 39,10 (2)  | 1.18,61 (3)  | 156,895 |
| 4      | Marrit Leenstra        | 39,59 (8)  | 1.17,81 (1)  | 39,70 (10) | 1.17,72 (1)  | 157,055 |
| 5      | Floor van den Brandt   | 39,12 (2)  | 1.19,92 (14) | 39,26 (4)  | 1.19,71 (12) | 158,195 |
| 6      | Janine Smit            | 39,40 (4)  | 1.19,52 (10) | 39,40 (5)  | 1.19,61 (11) | 158,365 |
| 7      | Annette Gerritsen      | 39,58 (7)  | 1.19,83 (12) | 39,52 (7)  | 1.19,53 (10) | 158,780 |
| 8      | Bo van der Werff       | 40,26 (12) | 1.19,04 (7)  | 39,42 (6)  | 1.19,32 (9)  | 158,860 |
| 9      | Letitia de Jong        | 39,91 (10) | 1.19,27 (9)  | 39,85 (11) | 1.18,99 (7)  | 158,890 |
| 10     | Anice Das              | 39,46 (6)  | 1.19,84 (13) | 39,57 (8)  | 1.20,95 (15) | 159,425 |
| 11     | Manon Kamminga         | 40,20 (11) | 1.19,03 (6)  | 40,25 (12) | 1.19,09 (8)  | 159,510 |
| 12     | Annouk van der Weijden | 40,45 (18) | 1.19,14 (8)  | 40,45 (16) | 1.18,70 (4)  | 159,820 |
| 13     | Roxanne van Hemert     | 40,34 (14) | 1.19,55 (11) | 40,50 (17) | 1.18,86 (5)  | 160,045 |
| 14     | Lotte van Beek         | 40,49 (19) | 1.20,23 (16) | 40,40 (15) | 1.19,90 (13) | 160,955 |
| 15     | Mayon Kuipers          | 39,87 (9)  | 1.22,71 (22) | 39,69 (9)  | 1.23,04 (21) | 162,435 |
| 16     | Irene Schouten         | 41,01 (21) | 1.19,92 (14) | 41,70 (23) | 1.20,51 (14) | 162,925 |
| 17     | Bente van den Berge    | 40,44 (17) | 1.22,58 (21) | 40,30 (14) | 1.22,83 (20) | 163,445 |
| 18     | Sanne van der Schaar   | 40,93 (20) | 1.21,84 (19) | 41,13 (20) | 1.21,05 (16) | 163,505 |
| 19     | Leeyen Harteveld       | 41,45 (23) | 1.21,73 (18) | 41,06 (19) | 1.22,35 (19) | 164,550 |
| 20     | Manouk van Tol         | 41,94 (24) | 1.20,99 (17) | 41,66 (22) | 1.21,91 (17) | 165,050 |
| 21     | Rosa Pater             | 40,41 (15) | 2.27,87 (24) | 40,83 (18) | 1.22,13 (18) | 196,240 |
| NS4    | Moniek Klijnstra       | 40,42 (16) | 1.22,32 (20) | 40,27 (13) |              |         |
| NS4    | Emma van Rijn          | 41,35 (22) | 1.24,04 (23) | 41,28 (21) |              |         |
| NS3    | Ireen Wüst             | 40,30 (13) | 1.17,99 (2)  |            |              |         |

NS# : Niet gestart op de #e afstand.